# Лужки (Льговское сельское поселение)
Лужки́ — деревня в Рязанском районе Рязанской области. Входит в состав Льговского сельского поселения.

## География
Находится в северо-западной части Рязанской области на расстоянии приблизительно 17 км на восток-юго-восток по прямой от вокзала станции Рязань I.

## История
На карте 1797 года деревня уже была отмечена. На карте 1850 года отмечена как поселение с 12 дворами. В 1859 году здесь (тогда деревня Рязанского уезда Рязанской губернии) было учтено 9 дворов, в 1897 — 22.

## Население
Численность населения: 118 человека (1859 год), 167 (1897), 130 в 2002 году (русские 95 %), 0 в 2010.